# Hậu Bích

Vị trí tại Đài Nam

Hậu Bích (tiếng Trung: 後壁區; bính âm: Hòubì Qū) là một khu (quận) của thành phố Đài Nam, Trung Hoa Dân Quốc (Đài Loan). Đây là một quận nông thôn nằm trong lưu vực sông Cấp Thủy và địa hình cao dần về phía đông bắc. Diện tích Hậu Bích là 71,2189 km², dân số vào tháng 8 năm 2011 là 25.639 người thuộc 8.823 hộ gia đình, mật độ cư trú đạt 360 người/km².